# Milena Pervanje
Milenka »Milena« Pervanje, slovenska ekonomistka
Je direktorica kadrovsko svetovalnih projektov pri podjetju Amrop Adria in članica komisije za imenovanja in kadrovske zadeve nadzornega sveta pri podjetju Elektro Gorenjska (z mandatom do 28. avgusta 2021).
Od decembra 2009 do oktobra 2010 je bila članica Kadrovsko-akreditacijskega sveta (KAS). Sedela je v akreditacijski komisiji pri Agenciji za upravljanje kapitalskih naložb (AUKN), pri tem je tudi opravljala funkcijo namestnice predsednika te komisije.
Leta 2019 je bila mentorica pri Ameriški gospodarski zbornici Slovenije. Pisala je za časopis Finance.

### Zasebno
Poročena je s Klavdijem Pervanjo, članom nadzornega odbora nogometnega kluba Triglav in direktorjem njenega svetovalnega podjetja Personal.